# Sporting Clube do Príncipe
El Sporting Clube do Príncipe es un equipo de fútbol de Santo Tomé y Príncipe que juega en el Campeonato nacional de Santo Tomé y Príncipe, el Torneo de fútbol más importante del país.

## Historia
Fue fundado el 6 de febrero de 1915 en la ciudad de Santo António, en la Isla de Príncipe, y como consecuencia también juega en la Liga de fútbol de la Isla de Príncipe. Es el equipo de fútbol más viejo de Santo Tomé y Príncipe y ha sido campeón de liga en 2 ocasiones, ha ganado la Copa en 1 ocasión en 2 finales jugadas y ha sido finalista de la supercopa en 1 ocasión. Es uno de los 3 equipos de la Isla de Príncipe en haber ganado al menos un título de liga.
A nivel internacional ha participado en 1 torneo continental, en la Liga de Campeones de la CAF 2013, en la que fue eliminado en la Ronda Preliminar por en Enugu Rangers de Nigeria. Es el primer equipo de la Isla de Príncipe en jugar en la Liga de Campeones de la CAF.

## Palmarés
- Campeonato nacional de Santo Tomé y Príncipe: 2

2011, 2012
- Liga de fútbol de la Isla de Príncipe: 2

2011, 2012
- Copa Nacional de Santo Tomé y Principe: 1

2012
- - Finalista: 1

2009/10
- Supercopa nacional de Santo Tomé y Príncipe: 0
  - Finalista: 1

2011

## Participación en competiciones de la CAF
- Liga de Campeones de la CAF: 1 aparición

2013 - Ronda Preliminar